# Twenty Bucks
Pour plus de détails, voir Fiche technique et Distribution.
Twenty Bucks est un film américain réalisé par Keva Rosenfeld, sorti en 1993.

## Synopsis
Le film suit le trajet mouvementé d'un billet de 20 dollars américain qui passe de main en main à travers plusieurs incidents et transactions.

## Fiche technique
- Réalisation : Keva Rosenfeld
- Scénario : Endre et Leslie Bohem
- Photographie : Emmanuel Lubezki
- Montage : Michael Ruscio
- Musique : David Robbins
- Sociétés de production : Big Tomorrow Productions et CTHV
- Pays d'origine :  États-Unis
- Langue originale : anglais
- Format : couleur - 1,85:1 - Stéréo
- Genre : comédie dramatique
- Durée : 91 minutes
- Dates de sortie : 
  - États-Unis : janvier 1993 (festival du film de Sundance) ; 22 octobre 1993 (sortie limitée]

## Distribution
- Linda Hunt : Angeline
- Brendan Fraser : Sam Mastrewski
- Gladys Knight : Mme McCormac
- Elisabeth Shue : Emily Adams
- Steve Buscemi : Frank
- Christopher Lloyd : Jimmy
- David Schwimmer : Neil Campbell
- William H. Macy : le policier
- Shohreh Aghdashloo : Ghada Holiday
- Spalding Gray : le prêtre
- George Morfogen : Jack Holiday
- Melora Walters : la stripteaseuse / la directrice du funérarium
- Ned Bellamy : le propriétaire du bowling
- Matt Frewer : le petit ami du propriétaire du bowling
- Diane Baker : Ruth
- Kevin Kilner : Gary
- Rosemary Murphy : Tante Dotty
- Concetta Tomei : la mère de Sam
- Jeremy Piven : l'employé du Quick-Mart

## Accueil
Après avoir été présenté en compétition au festival du film de Sundance et au festival du cinéma américain de Deauville, ce film indépendant est sorti dans seulement huit salles de cinéma aux États-Unis.
Il obtient 75 % de critiques positives, avec une note moyenne de 6,2/10 et sur la base de huit critiques collectées, sur le site Rotten Tomatoes.
Christopher Lloyd a remporté pour son rôle dans le film le prix du meilleur acteur dans un second rôle lors des Independent Spirit Awards 1994.